# Eduardo Villota
Eduardo Luis Villota González (Quito, Ecuador, 22 de febrero de 1990) es un futbolista ecuatoriano. Juega de volante izquierdo o enganche y su actual equipo es la UIDE F. C. de la Segunda Categoría (Ecuador).

## Trayectoria
Nacido en Quito el 22 de febrero de 1990. Es un futbolista ecuatoriano que se desempeña en la posición de centrocampista. Eduardo Villota se formó como jugador en las categorías inferiores del Club Sociedad Deportiva Aucas. En el 2005 participa con la selección nacional en el Sudamericano sub-15 de Bolivia, y posteriormente acude al Sudamericano sub-17 de Ecuador. Debuta con Aucas en Primera división en el año 2007.

## Clubes
| Club               | País      | Año           |
| ------------------ | --------- | ------------- |
| Aucas (formativas) | Ecuador   | 2000-2006     |
| Aucas              | Ecuador   | 2006-2008     |
| Atlético El Vigía  | Venezuela | 2009          |
| Cumandá            | Ecuador   | 2010          |
| UIDE F. C.         | Ecuador   | 2011-presente |

## Selección nacional
| Equipo                                | País    | Año  |
| ------------------------------------- | ------- | ---- |
| Selección de fútbol de Ecuador Sub-15 | Bolivia | 2005 |
| Selección de fútbol de Ecuador Sub-17 | Ecuador | 2007 |